# 佐高信
佐高 信（さたか まこと、1945年〈昭和20年〉1月19日 - ）は、日本の評論家、東北公益文科大学客員教授。元「週刊金曜日」編集委員。山形県酒田市出身。
「ヘイトスピーチとレイシズムを乗り越える国際ネットワーク」共同代表。先住民族アイヌの権利回復を求める署名呼びかけ人を務める。
近年はYouTube番組であるデモクラシータイムスの『3ジジ放談』に平野貞夫、前川喜平と共に出演している。
2022年、全7巻の『佐高信 評伝選』（旬報社）が刊行されている。

## 人物
父・兼太郎は茜舟（せんしゅう）の雅号を持つ書道家・教師で、支持政党は一貫して日本社会党（現・社会民主党）。
山形県立酒田東高等学校、慶應義塾大学法学部法律学科卒業。1967年に大学を卒業後、郷里・山形県で高校教員となるが同僚女性との出会いがあり、前妻と離婚して1972年に再度上京した。佐高の全面協力により書かれた評伝によると、次のような事情があったという。
「昭和四十二年の春、卒業と共に帰郷して庄内農高の社会科教師となる。ここで三年、教科書はいっさい使わず、ガリ版の手製テキストで通したため“赤い教師”の非難を浴びた、酒田工高に転じて結婚もしたが、同じく“赤軍派教師”のレッテルを貼られる。教育の現場に怒って県教組の反主流派でがんばるうちに、同僚教師と同志的恋愛に陥った。「佐高なんかのツラも見たくない」と反発する教師仲間は、陰湿に白眼視。母・千代は孫娘を抱いて死ぬと言い出し、佐高も自殺を思いつめる。四十七年八月、ついに辞表を出して上京」
2005年に3度目の結婚をした。
上京後は総会屋系経済誌「現代ビジョン」編集部員を経て編集長となる。その後、評論家活動に入った（「現代ビジョン」誌については下の項目も参照）。
日本企業に関する批判的な評論で知られ、月刊誌「噂の眞相」（休刊に伴い、月刊「創（つくる）」に移行）に連載した「タレント文化人筆刀両断」は連載100回を超える。「佐高信の政経外科」を「サンデー毎日」に連載していた。また「週刊金曜日」のコラム「風速計」を持ち回りで担当した。
池波正太郎、藤沢周平の熱心なファン。『金融腐蝕列島』（1997年、角川書店）など高杉良の著書の解説を多く手がける。
第44回衆議院議員総選挙直前の『サンデープロジェクト』（テレビ朝日）に「社民党応援団」として出演するなど、公然とした社民党支持者である。また2007年3月まで新社会党の機関紙「週刊新社会」にコラム「毒言毒語」を連載した。土井たか子らと“憲法行脚の会”を結成、加藤紘一との対談集会を開くなど護憲運動を行なっている。日本共産党には批判的で、九条の会への参加を呼びかけられた際には日本共産党の関係者が加わっていることを理由に拒否した。
2005年3月、「マガジン9条」発起人となった。近年は第25回参議院議員通常選挙で日本共産党の吉良よし子の応援演説を行ったり、日本共産党のインターネット番組にゲスト出演するなど、以前よりは柔軟な態度を示している。
小泉内閣・安倍内閣への批判から「クリーンなタカ派よりはダーティでもハト派の方が良い」と、加藤紘一や野中広務、鈴木宗男ら自民党内の左派や旧竹下派人脈との関係を深める。ロッキード事件で失脚した田中角栄に関してもかつてはこき下ろしていたものの、今では「ダーティなハト」として相対的に評価している。なお田中秀征については「クリーンなハト」としており、昔から親しい。

## 批評活動と自身の評価
批判の対象である保守系や共産党系の人びとでも佐高の企業批判を高く評価する人は少なくない。
- 小泉内閣の国民的人気を決定的なものにした2001年の大相撲内閣総理大臣杯授与での賛辞「痛みに堪えてよくがんばった、感動した」に対し、その後横綱・貴乃花は故障が続き最終的に引退に及んだことから「小泉の発言が貴乃花を追い詰めた」と小泉を非難。その後は新自由主義経済政策を批判している。
- 地下鉄サリン事件などオウム真理教が引き起こした凶悪事件に対し、破壊活動防止法の適用論議が巻き起こった際には『ニュースステーション』の取材に、同法の適用を目指す公安調査庁に対し、「公安は薬害エイズ事件を引き起こした厚生省（当時）以下」と発言している。なお、この当時佐高は公安審査委員会のメンバーのひとりであり、破防法適用却下の判断を下している。
- 1990年代の大銀行に対する公的資金の投入に対して、激しい批判をしたことで知られる。
- 小渕恵三・元首相に対して「私の郷里の山形弁では、オブチのことをオブツと発音する」と発言。その後、「ある会合で向こうから寄ってきて「あなたのように批判してくれる方も必要だ」と握手を求めてきた。驚いたし、懐の深さを感じました」とコメントしている[9]。
- 「週刊現代」での作家の米原万里との対談の中で、小泉純一郎・元首相とアドルフ・ヒトラーがともに、リヒャルト・ワーグナーの熱狂的なファンであることから、小泉をヒットラーと同一視するかのような言説を展開。また小泉についてはワンフレーズポリティクスを多用したことから「小泉単純一郎」とも。
- 保守派の論客で・西部邁をかつては酷評していたが、2009年4月4日から政治家や思想家、評論家について語る『西部邁・佐高信の学問のすゝめ』（朝日ニュースター）に出演した。さらに「映画芸術」（編集プロダクション映芸）で441号（2012年10月30日発売）以降、対談「連続斗論」にて西部邁と映画やテレビドラマについて語った（司会は寺脇研）。
- 連続テレビ小説『おしん』（NHK）について「（おしんの奉公地に設定された）酒田周辺では、おしんよりもっと苦難を強いられた女性が沢山いる」として、批判的である。
- 元第一勧業銀行広報部次長だった江上剛が第一勧業銀行元会長で総会屋事件に絡んで1997年6月に自殺した宮崎邦次の遺書に「佐高さんにほめられる銀行にしてほしい」と書かれていたことを明らかにした[10]。
- 映画『ディア・ピョンヤン』を撮影したことが原因で北朝鮮への入国を禁止された映画監督・梁英姫（ヤン・ヨンヒ）に対して「いいじゃない謝罪文なんていくらでも書けば」と発言し（北朝鮮及び朝鮮総聯を批判するのではなく）朝鮮総聯に対して謝罪文を書くことを勧めた[11]。

## 人物評論の特徴、事例、変遷
- 本田宗一郎を評価し、松下幸之助を酷評（企業の世襲を理由としている）。そのため松下電器に勤務した弘兼憲史も批判。
- 小泉純一郎、田中眞紀子、小林よしのり、後藤田正晴、中坊公平などの評価に関しては絶賛と酷評の両極端の文章を書いている。小泉が衆議院議員に当選以来一貫して唱え、最終的に実現に至る郵政民営化にはかつては賛成で小泉を「信念の人」と評していたが、その後は反対に転じている。小泉内閣の経済政策に関しては、財務省に対し融和的であると断じている。広岡達朗、長嶋茂雄を批判したため、日本球界関係でも知られるようになった。
- 小説家では藤沢周平や大岡昇平など民衆史観の持ち主を評価し、司馬遼太郎を全面否定する。司馬関連では宮部みゆきと対談している。経済小説では安土敏や城山三郎を評価。また佐高が「会社に飼い慣らされ、社会との関係を見失った」労働者を呼ぶのに好んで使う「社畜」は安土の造語といわれている。
- 「タレント文化人」シリーズではビートたけしや猪瀬直樹、長谷川慶太郎に対して強い批判を連発している。

## 問題発言など
- 1990年、日本社会党から出馬し当選したマドンナブームのひとりである長谷百合子（バー経営者）が、のちに1993年の総選挙で落選したあと小沢一郎の新進党に入党すると批判した。
- 日垣隆は「日垣を使うなら俺は降りる」と、佐高が雑誌に圧力をかけて回ったと告発した[注 1]。呉智英も同様の体験をしていると主張[12]。
- また鳩山邦夫を批判する際に「変質者の代名詞のような蝶のコレクター」[13]と書いたことが昆虫研究者などから批判された[14]。また他の執筆者（斎藤美奈子）からも批判されている。
- 2006年10月28日、鶴岡市にて「言論の自由を考える」と題した討論会が行われた際、加藤紘一宅放火事件に関して「思うに『犯人』は小泉前首相ではないか。問答無用のやり方が受ける時代をつくってしまった。小泉さんは右翼を元気づけることしかしなかった」と発言した。

一方で1970年代に連続企業爆破事件などの爆弾テロを実行した極左テロ組織「東アジア反日武装戦線」を評して「爆弾テロが善行でないことは確かだが、なんの弁明も許されぬ悪業かといえば、それは断定できない」としている。
- 池田大作名誉会長の意向のままに動くとされる創価学会・公明党批判を、自自公連立以降活発に行い、一部の対立する言論人に対しては創価学会系の「潮」（潮出版社）に執筆すること自体を批判材料にしている。佐高自身も以前は創価系雑誌「潮」「パンプキン」「第三文明」などに寄稿していたが、自自公連立を機に絶縁を宣言している（政教分離を尊重する建前から、当初は公明党の媒体のみ寄稿を中止していたが、まもなく創価学会系全般への寄稿を取りやめた）。
- 田原総一朗を権力者の「マイク」（インタビュー対象者の主張を拡声するだけ）として、田原の姿勢に対し執拗といえるほどの批判を展開。1997年から1998年にかけて起こった山一證券の破綻、旧大蔵省の汚職事件、金融危機により旧大蔵省に対する批判が巻き起こった際、責任者である旧大蔵省幹部・長野庬士に対する田原の取材が「説得力があった」と結ばれていたことから、取材姿勢が大蔵側に迎合的だと佐高が批判し、田原は「自身のジャーナリストとしてのキャリアに対する全否定」と激しく応酬した。また田原には仕事上の姿勢以外にも「田原総一朗は自身の妻に「君が死んだら後を追うよ」と言っていた。妻の友人達は「いつ後を追うのか」と噂しているという」などと批判し、田原は「佐高は私に死ねと言うのか!」と激怒したという。佐高は「言論人として言葉に責任をもてといいたいだけである」と反論した。ただし対面は拒んでおらず、討論番組『田原総一朗の異議あり!』（テレビ朝日）や『朝まで生テレビ!』（同）などにて共演した。2012年の『激突! 朝まで生対談』（毎日新聞社）や2019年の『黒幕の戦後史』（河出書房新社）など共著も刊行している。
- 佐高が「小心者」として断罪した石原慎太郎との「週刊金曜日」誌上での対談[16]は、梶村太一郎から「佐高氏とは面識もなく、なんの偏見もないが、この対談だけは、いくらなんでもひどすぎる」「まるで青大将に睨まれた雨蛙が、捕って喰われるのではないかと脅えながら、相手にすり寄るだけのような体たらく」と対談内容を批判された[17]。また、日垣隆も「卑屈な迎合ぶり」を指摘し、「やっていることは常に時代の引き戻し以外のものではなく、相手がいないときだけダジャレと自慢話を垂れ流し、相手が目の前にいるときは太鼓持ちになる」と書いている[注 1]。石原との対談が実現したのは、東京都が当時推進していた銀行税を佐高が評価していたためである。佐高と石原は政治的信念を180度異にするが、大蔵省・銀行に対する認識では一致している。
- 2022年の社民党大会で[おもわず「連合の芳野会長は男を見る目がまったくない」と叫んだ。」という投稿をしたが、これに同じ左派リベラルの平河エリや能川元一[18]などから批判を受けた[19]。

## 「皇室コント事件」
- 2006年11月19日、「週刊金曜日」主催による「ちょっと待った! 教育基本法改悪 共謀罪 憲法改悪 緊急市民集会」が日比谷公会堂にて行われ、佐高が司会を務めた。この集会で演じられたコントが皇室に対する侮辱であるとして「週刊新潮」で取り上げられた。内容は悠仁親王を「猿のぬいぐるみ」に見立て「こんな子い〜らない」と放り投げる、以前前立腺癌を患った天皇をネタにしたというものだった。
- 佐高は「週刊新潮」の取材に対して「劇中で「皇室」なんて一言も言っていない」「それは受け取る側の見方だからこちらがコメントする理由はない」と返答。しかし、最初に登場する上皇后美智子に扮していると思われる女性を演じた役者を「この会場のすぐ近く、千代田区1丁目1番地（＝皇居のこと）[注 2]にお住まいの高貴な方の奥様」と佐高自身が紹介しており、その役者も皇室典範の話題について触れている。
- このコントを演じた劇団「他言無用」が多くの批判を受け、ホームページ上に「皇室をパロディーとした寸劇を上演」したことに対する謝罪文を掲載している。また結果的に「週刊金曜日」は謝罪した。

## 「現代ビジョン」について
- 佐高は文筆・評論活動のスタート地点となった「現代ビジョン」誌の性質を後に回想し、「はじめにびっくりしたのは、そうした雑誌は、雑誌を売って金をもうけるのでないということです。公称三万部といっても実売は三千もいっていない。九割九分が広告収入なのです。それも一流大企業のです。長い間、不思議でならなかった。あるとき気づいたのは、企業は（雑誌に）広告を出すメリットはないが、スネに傷持つ以上、出さないとデメリットがあるということです」と告白している[20]。
- 同誌は自社に広告を出すか、出さないかによって批判記事・賞賛記事のどちらを掲載するかを決める[注 1]（また同じスペースでも、企業の規模に応じ広告料金はまるで違っていたという）という性質の雑誌で、佐高は10年近く勤務し、編集長に上り詰めた。 最終的には職場内で後輩からの突き上げ団交に会い、人間関係のもつれによって退職。
- またオバタカズユキのインタビューに「…広告とタイアップした記事はたくさんあるわけで、どこぞの社長の提灯記事書けとかは日常茶飯事だからね。一方で批判記事というのも書いてはいたわな」 「総会屋云々のほうは、そういう雑誌にいたってことを隠してはいない」と答えている[21]。
- その後、佐高は2007年の「週刊金曜日」コラムなどで「総会屋雑誌とは謙遜して言っただけ」と弁明した。日垣も「これこそ総会屋雑誌の本流記事」と評する[注 1]。

## その他
- 社会思想社を援助しており、倒産の際は印税・貸し付けなどで損をしたという[22]。
- 七つ森書館から22冊の著書を刊行したが、印税が未払いで「被害額は2000万円」に上ると苦言を呈した[22]。

## 著書

### 単著

#### 1980年代
- 佐高信の斬人斬書（上）（下）＝1987年2月に島津書房より刊行。1994年5月15日に、徳間文庫より一冊に合本して再刊（本体505円税込520円）

#### 1990年代 - 2000年代
- 『逆命利君』 - 1987年10月2日に死去した鈴木朗夫（当時住友商事常務で業務本部長）と伊藤正（当時同社社長）を描く。講談社文庫 1993年、岩波書店 岩波現代文庫 2004年 ISBN 4006031025
- 『司馬遼太郎と藤沢周平―「歴史と人間」をどう読むか』光文社 1999年 ISBN 4334972233
- 『官僚たちの志と死』講談社文庫 1999年 ISBN 4-062-63994-7 - 田辺俊彦（元通産省官僚）、山内豊徳、川原英之、伊東正義の生き方を綴る。
- 『「民」食う人びと 新・日本官僚白書』光文社文庫 2000年 ISBN 4334729835
- 『葬送譜 おくるうた』岩波書店 2000年 ISBN 4000012444
- 『こいつだけは許せない!』徳間書店 2000年 ISBN 4198611548
- 『黄沙の楽土 石原莞爾と日本人が見た夢』朝日新聞社 2000年 ISBN 4022575255
- 『官僚国家＝日本を斬る』講談社文庫 2000年 ISBN 4062649527
- 『高杉良の世界』社会思想社 現代教養文庫 2000年 ISBN 4390116363
- 『社長のモラル 日本企業の罪と罰』講談社文庫 2000年 ISBN 4062730421
- 『佐高信の寸鉄刺人』光文社 知恵の森文庫 2001年 ISBN 4334780733
- 『日本国憲法の逆襲』岩波書店 2001年 ISBN 4000017683
- 『佐高信が褒める 今、この人を見よ!』光文社 2001年 ISBN 4334973019
- 『文学で社会を読む』岩波書店 岩波現代文庫 2001年 ISBN 4006030398
- 『経済戦犯 日本をダメにした9人の罪状』徳間書店 2001年 ISBN 4198613850
- 『ニッポンの大問題』講談社文庫 2001年 ISBN 406273236X
- 『小泉純一郎の思想』岩波書店 岩波ブックレット 2001年 ISBN 4000092464
- 『喜怒哀楽のうた』徳間文庫 2001年 ISBN 4198916047
- 『日本の権力人脈（パワーライン）』現代教養文庫 2001年 ISBN 4390116460、講談社文庫 2003年 ISBN 4062739100
- 『手紙の書き方』岩波アクティブ新書 2002年 ISBN 4007000115
- 『日本を撃つ』講談社文庫 2002年 ISBN 406273401X
- 『変わり者が日本を救う 異端という才能』光文社 2002年 ISBN 433497340X
- 『司馬遼太郎と藤沢周平 「歴史と人間」をどう読むか』光文社 知恵の森文庫 2002年 ISBN 4334781543
- 『わたしを変えた百冊の本』実業之日本社 2002年 ISBN 4408394920
- 『タレント文化人150人斬り』毎日新聞社 2002年 ISBN 4620315931
- 『こんな日本に誰がした!』講談社文庫 2002年 ISBN 4062736225
- 『佐高信の筆刀両断』新装版 七つ森書館 2003年 ISBN 4822803619
- 『面々授受 市民・久野収の生き方』岩波書店 2003年 ISBN 4000022601
- 『佐高信の教育革論』七つ森書館 2003年 ISBN 482280366X
- 『佐高流経済学入門 私の出発点』晶文社 2003年 ISBN 4794965745
- 『逆白波のひと 土門拳の生涯 アートセレクション』小学館 2003年 ISBN 4096070157
- 『石原莞爾 その虚飾』講談社文庫 2003年 ISBN 4062738147
- 『君 今この寂しい夜に目覚めている灯よ 佐高信対談集』七ツ森書館 2004年 ISBN 4822803724
- 『城山三郎の昭和』角川書店 2004年 ISBN 4048838873
- 『経済小説の読み方』光文社 知恵の森文庫 2004年 ISBN 4334783031
- 『湛山除名 小日本主義の運命』岩波書店 岩波現代文庫 2004年 ISBN 4006030983
- 『失言恐慌 ドキュメント銀行崩壊』角川書店 角川文庫 2004年 ISBN 4043775016
- 『わたしを変えた百冊の本』講談社文庫 2005年 ISBN 4062750732
- 『ひとりひとりのいのち、ひとりひとりの人生』七ツ森書館 2005年 ISBN 4822805026
- 『悲歌 古賀政男の人生とメロディ』毎日新聞社 2005年 ISBN 4620317349
- 『いま、この人を見よ!』光文社 知恵の森文庫 2005年 ISBN 4334783813
- 『新版 会社は誰のものか』角川書店 角川文庫 2005年 ISBN 4043775032
- 『タレント文化人筆刀両断!』筑摩書房 ちくま文庫 2005年 ISBN 4480421580
- 『魯迅烈読』岩波書店〈岩波現代文庫〉、2007年5月。ISBN 978-4-00-603153-4。
- 『日本の権力人脈 増補版』七つ森書館、2009年11月。ISBN 978-4-8228-0901-0。

#### 2010年代
- 『現代日本を読み解く200冊』金曜日、2010年11月。ISBN 978-4-906605-70-5。
- 『平民宰相 原敬伝説』岩波昭彦絵角川学芸出版 2010年。ISBN 978-4046214706
- 『原発文化人50人斬り』毎日新聞社 2011年
- 『電力と国家』集英社〈集英社新書〉、2011年10月。ISBN 978-4-08-720613-5。
- 『新師弟物語』岩波書店〈岩波現代文庫〉、2012年4月。ISBN 978-4-00-603239-5。
- 『福沢諭吉と日本人』角川学芸出版〈角川文庫〉、2012年8月。ISBN 978-4-04-400308-1。
- 『飲水思源 メディアの仕掛人、徳間康快』金曜日、2012年9月。ISBN 978-4-906605-86-6。
- 『友好の井戸を掘った人たち』岩波書店、2013年3月。ISBN 978-4-00-025416-8。
- 『佐高信の百人百話 私が出会ったこの人あの話』平凡社、2014年1月。ISBN 978-4-582-83639-4。
- 『佐高信の昭和史』KADOKAWA、2015年1月。ISBN 978-4-04-653334-0。
- 『人間が幸福になれない日本の会社』平凡社〈平凡社新書〉、2016年4月。ISBN 978-4-582-85809-9。
- 『自民党と創価学会』集英社〈集英社新書〉、2016年5月。ISBN 978-4-08-720835-1。
- 『メディアの怪人徳間康快』講談社〈講談社＋α文庫〉、2016年6月。ISBN 978-4-06-281675-5。
- 『安倍晋三への毒言毒語 佐高信の筆刀両断』金曜日、2016年7月。ISBN 978-4-86572-012-9。
- 『田中角栄伝説』光文社〈知恵の森文庫〉、2016年8月。ISBN 978-4-334-78704-2。
- 『敵を知り己れを知らば 佐高信の気になる50人』岩波書店、2016年10月。ISBN 978-4-00-024054-3。
- 『石原慎太郎への弔辞』ベストブック、2017年1月。ISBN 978-4-8314-0212-7。
- 『“同い年”ものがたり 〈世代〉と〈人物〉で語る昭和史』作品社、2017年5月。ISBN 978-4-86182-637-5。
- 『わが筆禍史』河出書房新社、2017年8月。ISBN 978-4-309-24818-9。
- 『巨大ブラック企業』河出書房新社、2017年9月。ISBN 978-4-309-24823-3。
- 『西郷隆盛伝説 改版』KADOKAWA〈角川ソフィア文庫〉、2017年10月。ISBN 978-4-04-400244-2。
- 『日本の権力人脈』講談社〈講談社＋α文庫〉、2018年6月。ISBN 978-4-06-511542-8。
- 『佐高信の昭和史』KADOKAWA〈角川ソフィア文庫〉、2018年8月。ISBN 978-4-04-400410-1。
- 『反−憲法改正論』KADOKAWA〈角川新書〉、2019年5月。ISBN 978-4-04-082297-6。
- 『偽装、捏造、安倍晋三 新・佐高信の筆刀両断』作品社、2019年6月。ISBN 978-4-86182-753-2。
- 『いま、なぜ魯迅か』集英社〈集英社新書〉、2019年10月。ISBN 978-4-08-721095-8。

#### 2020年代
- 『池田大作と宮本顕治 「創共協定」誕生の舞台裏』平凡社〈平凡社新書〉、2020年8月。ISBN 978-4-582-85951-5。
- 『佐高信の徹底抗戦』旬報社、2020年9月。ISBN 978-4-8451-1649-2。
- 『竹中平蔵への退場勧告』旬報社、2020年10月。ISBN 978-4-8451-1660-7。
- 『総理大臣菅義偉の大罪』河出書房新社、2020年12月。ISBN 978-4-309-24988-9。
- 『佐藤優というタブー』旬報社、2021年3月。ISBN 978-4-8451-1681-2。
- 『時代を撃つノンフィクション100』岩波書店〈岩波新書 新赤版〉、2021年3月。ISBN 978-4-00-431873-6。
- 『反戦川柳人 鶴彬の獄死』集英社〈集英社新書〉、2023年3月。ISBN 978-4-08-721256-3。

#### 政経外科シリーズ
以下はサンデー毎日連載の『政経外科』シリーズ
- 『佐高信の政経外科』（シリーズ「タレント文化人筆刀両断」をまとめた物を収録）
- 『日本は頭から腐る 佐高信の政経外科II』毎日新聞社 2000年 ISBN 462031451X
- 『中坊公平への手紙 佐高信の政経外科III』毎日新聞社 2001年 ISBN 4620315060
- 『泣くより怒れ 佐高信の政経外科IV』毎日新聞社 2002年 ISBN 4620315648
- 『許されざる者 佐高信の政経外科V』毎日新聞社 2003年 ISBN 4620316245
- 『小泉純一郎を嗤う 佐高信の政経外科VI』毎日新聞社 2004年 ISBN 4620316830
- 『政財界メッタ斬り 佐高信の政経外科VII』毎日新聞社 2005年 ISBN 4620317217
- 『田原総一朗よ驕るなかれ 佐高信の政経外科VIII』
- 『石原慎太郎の老残 佐高信の政経外科IX』
- 『田原総一朗への退場勧告 佐高信の政経外科X』
- 『小泉純一郎と竹中平蔵の罪 佐高信の政経外科XI』
- 『小沢一郎の功罪 佐高信の政経外科XII』
- 『誰が日本をここまで不幸にしたか 佐高信の政経外科13』
- 『日本の社長はなぜ責任をとらないか 佐高信の政経外科14』
- 『いま日本はタカ派ばかり 佐高信の政経外科15』
- 『安倍政権10の大罪 佐高信の政経外科16』
- 『佐高信の政経外科 鯛は頭から腐る』光文社 知恵の森文庫 2002年 ISBN 4334781934
- 『私の喧嘩作法 佐高信の政経外科2』光文社 知恵の森文庫 2004年 ISBN 4334782620
- 『安倍晋三と翼賛文化人20人斬り』河出書房新社、2015年3月 ISBN 978-4309246932
- 『安倍晋三と岸信介と公明党の罪』河出書房新社、2016年1月 ISBN 978-4309247472
- 『自公政権のお抱え知識人徹底批判』河出書房新社、2017年1月 ISBN 978-4309247922
- 『安倍「日本会議」政権と共犯者たち』河出書房新社、2018年1月 ISBN 978-4309248448
- 『官房長官菅義偉の陰謀』河出書房新社、2019年1月 ISBN 978-4309248974
- 『幹事長 二階俊博の暗闘 新・佐高信の政経外科』河出書房新社、2020年1月。ISBN 978-4-309-24945-2。

### 共著
- 高杉良『日本企業の表と裏』（角川書店、1997年）

#### 2000年代
- 末弘厳太郎『役人学三則』（岩波書店/岩波現代文庫、2000年、ISBN 400603007X）
- 監修『総検証「特殊法人」の真実』（講談社/講談社ソフィア・ブックス、2000年、ISBN 4062691078）
- 高村薫『いやな時代こそ想像力を』（岩波書店/岩波ブックレット、2000年、ISBN 4000092049）
- 宮本政於『官僚に告ぐ!』（講談社/講談社文庫、2000年、ISBN 4062648539）
- 福島瑞穂『「憲法大好き」宣言』（社会思想社、2000年、ISBN 4390604368）
- 小倉寛太郎『企業と人間 労働組合、そしてアフリカへ』（岩波書店、岩波ブックレット、2000年 ISBN 4000092219）
- テリー伊藤『お笑い創価学会 信じる者は救われない』（光文社、2000年、ISBN 4334972713、光文社知恵の森文庫、2002年、ISBN 4-33-478135-7）
- 門脇厚司『〈大人〉の条件 「社会力」を問う』（岩波書店、2001年、ISBN 4000223690）
- 金子勝『誰が日本経済を腐らせたか』（毎日新聞社、2001年、ISBN 4620315443、増補版-角川書店/角川文庫、2005年、ISBN 4043775024）
- 宮崎学『中坊公平的正義とは』（社会思想社、2001年、ISBN 4390604406）
- 城山三郎『男たちの流儀』（光文社,知恵の森文庫、2002年、ISBN 4334781713）
- 魚住昭『だまされることの責任』高文研、2004年8月。ISBN 4-87498-329-4。
- 姜尚中『日本論』（毎日新聞社、2004年、ISBN 4620316547）
- 高橋敏夫『藤沢周平と山本周五郎 時代小説大論議』（毎日新聞社、2004年、ISBN 4620316792）
- 福島みずほ『神は「憲法」に宿りたまう』（七つ森書館、2004年、ISBN 482280478X）
- 横田一+「週刊金曜日」取材班『トヨタの正体』（（株）金曜日、2006年、ISBN 4906605133）
- 岸井成格『政治原論』（毎日新聞社、2006年、ISBN 9784620317861）
- 俵義文・魚住昭・「週刊金曜日」取材班『安倍晋三の本性』（金曜日、2006年、ISBN 4906605206）
- 岡留安則『100人のバカ』（七つ森書館、2007年、ISBN 4-8228-0740-1）-『噂の眞相』の連載『七人のバカ』の単行本化
- 梁石日(ほか『詩歌と俳句の湧き口 生命のリズムを語る20人』七つ森書館、2007年11月。ISBN 978-4-8228-0752-8。
- 落合恵子『朝焼けを生きる』（七つ森書館、2008年、ISBN 9784822808624）
- 雨宮処凛『貧困と愛国』（毎日新聞社、2008年、ISBN 9784620318486）
- 雨宮処凛、森岡孝二『信号機の壊れた「格差社会」』岩波書店〈岩波ブックレット〉、2008年4月。ISBN 978-4-00-009422-1。
- 西部邁『思想放談』（朝日新聞出版、2009年、ISBN 9784022506399）

#### 2010年代
- 鈴木邦男『左翼・右翼がわかる！』金曜日、2010年2月。ISBN 978-4-906605-65-1。
- 久野収『久野収セレクション』岩波書店〈岩波現代文庫〉、2010年5月。ISBN 978-4-00-600239-8。
- 石川好『三元豚に賭けた男新田嘉一 平田牧場の43年』七つ森書館、2010年8月。ISBN 978-4-8228-1016-0。
- 久田恵『サーカス村裏通り』七つ森書館、2011年9月。ISBN 978-4-8228-7003-4。監修・解説。
- 澤地久枝(ほか)『佐高信の余白は語る 省略の文学と日本人』七つ森書館、2011年11月。ISBN 978-4-8228-1143-3。
- 西部邁『難局の思想』（角川書店〈角川ｏｎｅテーマ２１〉、2011年、ISBN 9784047102866）
- 西部邁『ベストセラー炎上―妙な本が売れる変な日本』（平凡社、2011年、ISBN 9784582835403）
- 西部邁『西部邁と佐高信の快著快読』（光文社、2012年、ISBN 9784334977160）
- 田原総一朗『激突！朝まで生対談』毎日新聞社、2012年3月。ISBN 978-4-620-32123-3。
- 田中優子『池波正太郎「自前」の思想』集英社〈集英社新書〉、2012年5月。ISBN 978-4-08-720642-5。
- 中里英章(編)『高木仁三郎セレクション』岩波書店〈岩波現代文庫〉、2012年7月。ISBN 978-4-00-603244-9。
- 佐藤優『世界と闘う「読書術」 思想を鍛える一〇〇〇冊』集英社〈集英社新書〉、2013年11月。ISBN 978-4-08-720715-6。
- 辺見庸『絶望という抵抗』金曜日、2014年12月。ISBN 978-4-906605-99-6。
- 松元ヒロ『安倍政権を笑い倒す』KADOKAWA〈角川新書〉、2015年7月。ISBN 978-4-04-082032-3。
- 澤地久枝『世代を超えて語り継ぎたい戦争文学』岩波書店〈岩波現代文庫〉、2015年7月。ISBN 978-4-00-602267-9。
- 早野透『丸山眞男と田中角栄 「戦後民主主義」の逆襲』集英社〈集英社新書〉、2015年7月。ISBN 978-4-08-720794-1。
- 小林節『安倍「壊憲」を撃つ』平凡社〈平凡社新書〉、2015年9月。ISBN 978-4-582-85789-4。
- 岸井成格『偽りの保守・安倍晋三の正体』講談社〈講談社＋α新書〉、2016年6月。ISBN 978-4-06-272940-6。
- 浜矩子『どアホノミクスの正体 大メディアの報道では絶対にわからない』講談社〈講談社＋α新書〉、2016年12月。ISBN 978-4-06-272977-2。
- 田原総一朗『激論！安倍政権崩壊』河出書房新社、2017年7月。ISBN 978-4-309-24814-1。
- 浜矩子『どアホノミクスよ、お前はもう死んでいる 大メディアだけが気付かない』講談社〈講談社＋α新書〉、2017年9月。ISBN 978-4-06-291502-1。
- 金時鐘『「在日」を生きる ある詩人の闘争史』集英社〈集英社新書〉、2018年1月。ISBN 978-4-08-721010-1。
- 辻野晃一郎『日本再興のカギを握る「ソニーのDNA」』講談社〈講談社＋α新書〉、2018年4月。ISBN 978-4-06-291523-6。
- 田原総一朗『自民党解体新書』河出書房新社、2018年5月。ISBN 978-4-309-24863-9。
- 早野透『国権と民権 人物で読み解く平成「自民党」30年史』集英社〈集英社新書〉、2018年9月。ISBN 978-4-08-721049-1。
- 平野貞夫『自民党という病』平凡社〈平凡社新書〉、2018年11月。ISBN 978-4-582-85897-6。
- 田原総一朗『黒幕の戦後史』河出書房新社、2019年3月。ISBN 978-4-309-24902-5。
- 朝堂院大覚『日本を売る本当に悪いやつら』講談社〈講談社＋α新書〉、2019年6月。ISBN 978-4-06-515954-5。
- 寺島実郎『戦後日本を生きた世代は何を残すべきか われらの持つべき視界と覚悟』河出書房新社、2019年9月。ISBN 978-4-309-02806-4。

#### 2020年代
- 望月衣塑子『なぜ日本のジャーナリズムは崩壊したのか』講談社〈講談社＋α新書〉、2020年7月。ISBN 978-4-06-520027-8。
- 西谷文和(編)『ポンコツ総理スガーリンの正体 すべてはウソと八百長だった！』日本機関紙出版センター、2021年4月。ISBN 978-4-88900-995-8。
- 古賀茂明『官僚と国家 菅義偉「暗黒政権」の正体』平凡社〈平凡社新書〉、2021年4月。ISBN 978-4-582-85970-6。
- 山口広『統一教会との闘い―35年、そしてこれから』旬報社、2022年10月31日。ISBN 978-4845117772。
- 西谷文和『お笑い維新劇場 大阪万博を利用する「半グレ」政党』平凡社〈平凡社新書〉、2024年8月17日。ISBN 978-4582860641。

### 編著
- なかにし礼、田中優子・黒鉄ヒロシ・加藤陽子・柴山桂太・中島岳志 著、西部邁・佐高信 編『日本および日本人論』七つ森書館、2012年8月。ISBN 9784822812553。
- 木村真、横田一、野中大樹、鈴木邦男、福島瑞穂 著、佐高信 編『徹底解剖―安倍友学園のアッキード事件』七つ森書館、2017年5月22日。ISBN 978-4822817756。

## 論文
- 国立情報学研究所収録論文 国立情報学研究所.2010-05-12閲覧。